# بحيرة الفورد
بحيرة الفورد هي بحيرة صيد الأسماك في المناطق الحضرية الواقعة في سيزار تشافيز بارك في لافين، أريزونا، في الركن الجنوبي الغربي من شارع 35 وشارع خط الأساس.

## وصلات خارجية
- Arizona Fishing Locations Map
- Arizona Boating Locations Facilities Map

‌